# Heidi (série télévisée, 2007)
Pour les articles homonymes, voir Heidi.
Heidi (titre original : Heidi, 15) est une série télévisée en coproduction suisse-française-tchèque-espagnole en 27 épisodes de 26 minutes, créée d'après l'œuvre homonyme de Johanna Spyri. En Suisse, la série est diffusée depuis le 22 décembre 2007 sur la TSR et en haute définition sur HD suisse. En France, la série est diffusée sur France 2 en 2008.

## Synopsis
Heidi a grandi et est maintenant adolescente. Elle habite avec son grand-père en montagne, qu'elle refuse de quitter. Mais lorsqu'un projet immobilier menace une forêt dans la région, elle accepte de descendre en ville poursuivre ses études au lycée où elle espère pouvoir mieux lutter contre ce projet. En ville, elle sera confrontée à un mode de vie urbain qu'elle connaît mal et devra relever de nombreux défis.

## Distribution
- Élodie Bollée : Heidi
- Anne-Sophie Franck : Juliette
- Cindy Santos : Sara
- Kevin Lameta : Mathieu
- Edouard Giard : Vince
- Nils Haagensen : Pierre
- Christian Sinniger : Gustave, le grand-père d'Heidi
- Vanessa Larré : la directrice de l'école
- Carlos Leal : Bernard
- Sandie Glasson

## Épisodes
1. Heidi grandit
2. Tombée du nid
3. Mauvaise Combine
4. Danger, rumeur
5. Virée en montagne
6. Jeux dangereux
7. Histoires de filles
8. Pierre et Heidi
9. Le Demi-Frère
10. La Fugue de Vince
11. Expulsée
12. Couper le cordon
13. Pour les autres ou pour soi
14. Cohabitation
15. Oser ses rêves
16. Le Décret de Vince
17. C'est compliqué l'amour
18. Une belle claque
19. Voleurs d'âmes
20. Affaires de familles
21. À contre-courant
22. Passer le cap
23. Le Pour et le Contre
24. La Vraie Vie
25. Une amie en danger
26. Un nouveau départ
27. Heidi, Madame

## Production
- Les treize premiers épisodes de la série ont été réalisés par Pierre-Antoine Hiroz, et les treize derniers par Anne Deluz.

- Le tournage a eu lieu entre les mois de juin et d'octobre 2007 en Haute-Savoie et dans la ville de Fribourg. Le tournage a été effectué en haute définition.

- Les trois premiers épisodes de la série ont été projetés en avant-première mondial au Festival Cinéma Tout Écran de Genève le 31 octobre 2007.

- La chanson du générique est interprétée par Cindy Santos qui s'était fait connaître lors de sa participation en 2006 à l'émission Nouvelle Star.

### Coproduction internationale
- Une production : Dune (France), Rita Productions (Suisse)
- en coproduction avec : La Télévision Suisse Romande, Diagonal TV (Espagne), Etamp Film Production (République tchèque)
- avec la participation de : France 2
- et en partenariat avec : Eurovision Fiction

Le partenariat avec Eurovision Fiction regroupe un certain nombre de pays : Irlande, Norvège, Chypre, Slovaquie, Bulgarie, Pologne. La série sera diffusée sur les chaînes membres de l'UER de ces pays.
Le making-of et le documentaire ont été réalisés par Rita Productions et Chocolat TV Productions.

## Commentaire
- Un making of a été produit sous forme de 20 épisodes de 3 minutes qui ont été diffusés sur internet et sur la Télévision Suisse Romande. Une version de 26 minutes compilant tous les épisodes du making of a aussi été produit.

- Heidi, en bonne adolescente d'aujourd'hui, a aussi ouvert son blog et une page MySpace pour promouvoir la série.